# Putin — huilo!
"Putin huilo!" (în ucraineană Путiн хуйло, în rusă Путин хуйло, în traducere: Putin — pulău!) este un cântec ucrainean, creat inițial ca scandare și cântec de galerie al suporterilor de fotbal ucraineni, devenit popular și în societate în contextul intervenției militare ruse în Ucraina din 2014, și, considerat în prezent și drept cântec popular.

## Versuri
|  | „Пу-тін хуй-ло! ла-ла-ла-ла-ла-ла-ла-ла ла-ла-ла-ла-ла-ла-ла-ла„ |

|  | „Pu-tin hui-lo! la-la-la-la-la-la-la-la la-la-la-la-la-la-la-la” |

## Semnificație
Cuvântul obscen хуйло́, transliterat huiló, este compus din rădăcina хуй (hui), care literalmente în rusă și ucraineană înseamnă "pulă". În combinație cu sufixul "-lo", cuvântul format poate fi tradus în română ca "pulău", "pulan", sau alte variante similare.

## Istoric
Pentru prima dată termenul a fost consemnat documentar în orașul Harkiv, la 30 martie 2014, când cântecul a fost interpretat în timpul unui marș comun al suporterilor echipelor de fotbal "Metalist Harkiv" și "Șahtior Donețk". Ulterior cântecul a fost preluat și de suporterii altor echipe de forbal din Ucraina, printre care Dinamo Kiev, Karpatî Lviv, Vorskla Poltava, «FK Desna» ș.a.
Primul clip video a fost încărcat pe YouTube pe 4 aprilie cu denumirea de "Incident la o paradă din Moscova Putin huilo Hit-ul verii 2014" (original «инцидент на параде в Москве Путин хуйло Хит лета 2014 года»).
În mai 2014 sloganul "Putin huilo" a primit atenție internațională atunci când trupa ucraineană «Телері» a înregistrat un cover intitulat "Putin Hello!". Cântecul are un dublu sens, înlocuind cuvântul obscen "huilo" cu cuvântul englezesc "Hello!". Subiectul clipului video constă în torturarea unui om prin hrănirea acestuia cu produsul alimentar tradițional ucrainean - slănina. Cântecul a devenit rapid popular și în iunie a apărut o primă înregistrare cu participarea turiștilor ucraineni peste hotare, în Los Angeles.
Membrii trupei susțin că este o mare neînțelegere, și că oamenii cântă de fapt cuvintele din cântecul lor. Membrii trupei insistă că singurele persoane care găsesc inacceptabilă cântarea sunt rușii care nu înțeleg limba engleză.

## Interpretare

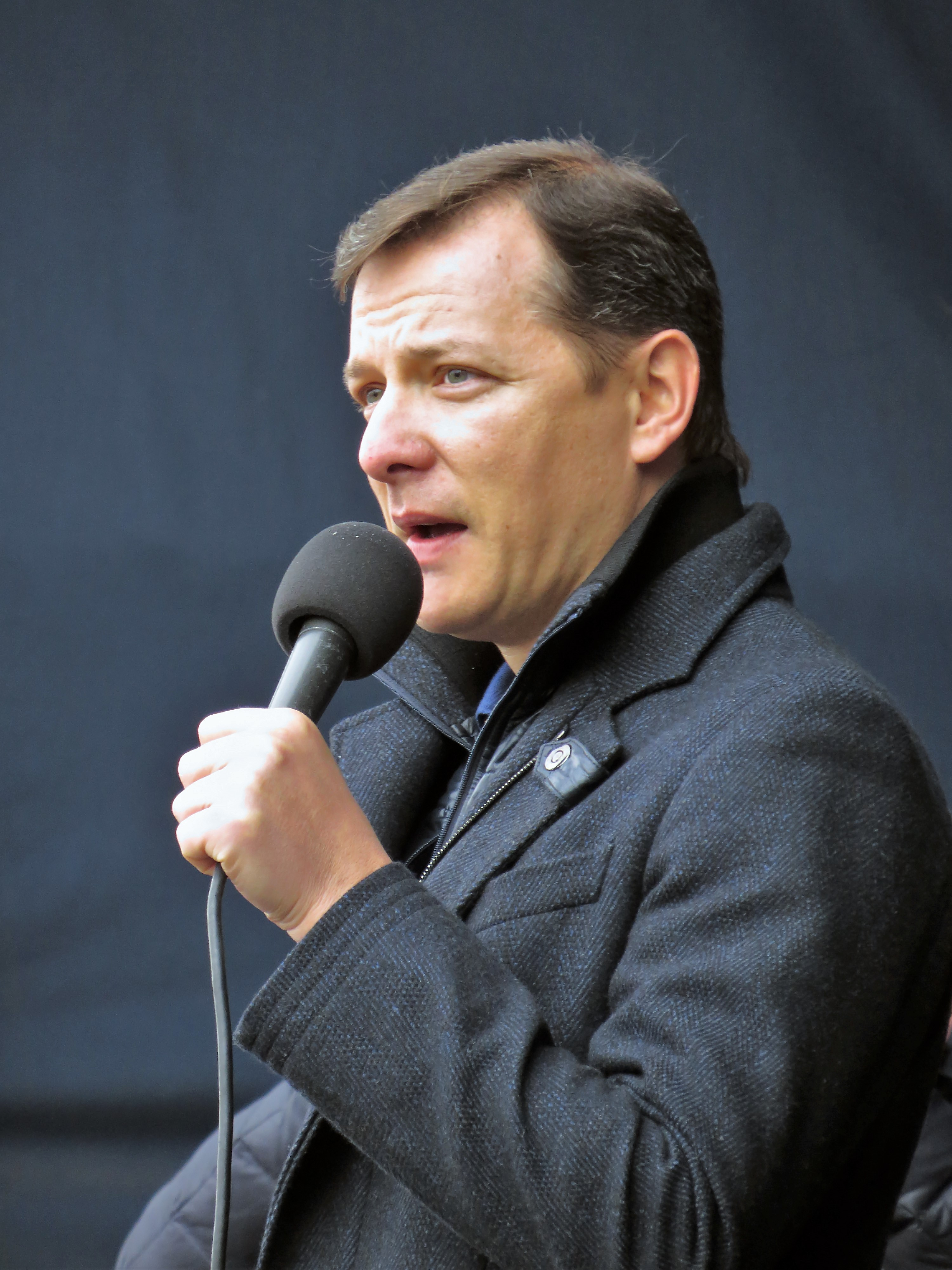
Oleg Liașko — unul din primii politiicieni care au interpretat cântecul

Cântecul, pe bazat pe scandarea omonimă, a fost inițial cântat de ultrașii lui «Metalist» și cei ai lui «Șahtior», dar mai târziu a fost preluat și de fanii de alte cluburi de fotbal, inclusiv din Germania și Franța, iar după o perioadă scurtă de timp, cântecul a devenit popular nu doar în rândul poporului ucrainean, dar, de asemenea și printre populația altor țări, printre care Mexic, Japonia, Statele Unite, Canada, Cehia, Europa de Vest ș.a.
La începutul lunii aprilie ultrașii echipei Zimbru Chișinău au preluat și interpretat varianta în limba română a melodiei, pe ritmurile celebrului hit "Lambada", fiind intitulată «Putin — poponar!».
Cântecul a fost interpretat și de deputatul Rada Ucrainei Oleg Liașko, dar și de către actualul ministru al Afacerilor Externe al Ucrainei, Andrii Deșcița, care l-a cântat în fața Ambasadei Rusiei din Kiev, încercând să calmeze protestatarii (după cum a afirmat el ulterior). Cel din urmă a fost condamnat ferm de către autoritățile ruse, în special de ministrul de externe Serghei Lavrov, care a declarat că este indignat de acest lucru, dar și de șeful Comisiei pentru afaceri externe a Dumei de Stat, Alexei Pușkov care a solicitat Președintelui Ucrainei Petro Poroșenko demiterea din funcție a lui Deșcița. În același timp, ambasadorul SUA în Ucraina, Jeffrey Payyett a declarat că îl consideră pe Deșcița - "diplomat calificat", care "a încercat să rezolve o situație periculoasă".
Cântecul a provocat o nemulțumire la scară largă printre rușii de rând, la misiunea diplomatică a Rusiei în Ucraina, precum și din partea conducerii Federației Ruse.

## În mainstreamul rock
Cântecul a fost re-interpretat sau adaptat de o serie de formații rock ucrainene. Trupa rock «Druha Rika» a interpretat cântecul la concertul lor din 13 iunie 2014. Canalul Hromadske TV a difuzat în emisie directă interpretarea cântecului de către «Lemonciki Project» pe 29 mai 2014. O altă adaptare rock a fost realizată de către AstrogentA și Kuzma.

## Atenția internațională
Cântecul a primit atenție și din partea presei internaționale influente, fiind relatat de către The Guardian, The Washington Post, The Wall Street Journal, Süddeutsche Zeitung, Radio Free Europe/Radio Liberty, și Le Monde. De asemenea cântecul a fost mediatizat și în presei naționale ca Gazeta Wyborcza, Lidové noviny, The Atlantic, Israel HaYom, ș.a.
Canalul ucrainean de televiziune TVi și numeroase alte resurse mass media scrisă și online au relatat și despre faptul că acest cântec a ajuns pe Wikipedia în 10 limbi (la momentul publicării).